# Boldogtalanok
A Boldogtalanok Füst Milán 1914-ben írt drámája. A Nyugat is közölte a művet, melyet egy újsághír alapján írt meg. Az író Berlinben elérte a darab előadását, de az első világháború kitörése elsöpörte a bemutatót.
1923-ban jelent meg könyv alakban, ugyanebben az évben az Írók Bemutató Színházában Forgács Rózsi főszereplésével mutatták be. 1959-ben megjelent a Boldogtalanok és a Negyedik Henrik király című művek közös kiadása. 1962-ben a Madách Színház Pártos Géza rendezésében mutatta be a drámát.

## Cselekménye
Egy szegényesen berendezett lakásba Húberné érkezik, fiát, Vilmost keresi. A férfi még nincs otthon, helyette az asszony Rózával találkozik, akit – mint mindenki – először cselédnek hisz.  Valójában a lány három éve fia élettársa, sőt, közös gyermekük is van, akit vidékre adtak dajkaságba. Róza és Vilmos kapcsolata kusza, érthetetlen, a lány a nélkülözések és a férfi ridegsége dacára is ragaszkodik Vilmoshoz, aki idejét és pénzét már más nőkre költi. Az idős Húberné szállást, pénzt, oltalmat szeretne fiától, mert erősödő süketsége miatt már nem képes dolgozni, és mert lánya, Rózsi – akinél eddig lakott – veri, rosszul bánik vele. Az állapotos Rózát látva azonban elismeri, hogy a lánynak nagyobb szüksége van a pénzre. Az érkező Vilmos nem az elvárható fiúi szeretettel fogadja anyját, akit komédiásnak, szimulánsnak titulál, s esze ágában sincs lakásába befogadni. Vilmos kegyetlen szavai miatt még Róza is megsajnálja az egyébként neki is antipatikus asszonyt. A nő távozása után Róza és Vilmos már-már vérre menő veszekedést folytat le: Róza a férfi szemére hányja életmódját, majdnem megfojtja, de haragos gesztusai ellenére görcsösen kapaszkodik a férfiba. Megtartani mindenáron, vagy, ha ez már lehetetlen, megölni – ez a két út sejlik fel Rózában, s legújabb kétségbeesett tervével még ő sem tudja, melyikre lép rá. Azt tervezi, hogy lakásába fogadja Vilmos új szerelmét, Vilmát, így legalább maga mellett tudhatja a férfit, s az új lány személyében megértő támasza is lesz. Vilmos egykedvűen szemléli az eseményeket, ő képtelen hosszú ideig arra a szenvedélyre, amit pedig a nők csillapíthatatlanul éreznek iránta. Vilma a jóhírét áldozza fel neki: beköltözik harmadiknak a lakásba, s ezzel felvállal egy a közízlés szemében mocskos életközösséget. Pedig a lány nem is biztos szerelmében, csak Róza győzi meg: jó, ha az embernek van valakije, s értelmetlen egy „tisztességes” kapcsolatra várni. Nehezen hihető, hogy valaha Róza, Vilma és Vilmos is egyházi iskolában nevelkedtek. Vilmos kiváló eredménnyel tanult, de anyja pazarlása miatt kénytelen volt abbahagyni. Húbernéről egyre több rossz derül ki: fia és lánya élete is miatta siklott ki, ráadásul süketségét is csak tetteti, elbocsátásainak valódi oka lustasága és lopásai. Mikor fia többek előtt bebizonyítja, hogy anyja szimuláns, Húberné szégyenében öngyilkos lesz. Ő a második, aki Vilmos miatt végzett magával: az első még régen egy szerelmes nő volt. A fertőzetes élettársi viszony egyre kevésbé működik: Vilmos már a két nő mellett is egyre kevesebbet jár haza, pedig mindkét nő terhes. Róza közben elvesztette első gyermekét, akiben leginkább a Vilmossal összekötő utolsó kapocs elvesztését gyászolja. Bármelyik nő számára kiút lehetne a szomszéd hentes házassági ajánlata: akár Vilmát, akár Rózát elvenné. A két nő azonban képtelen kiszabadulni a végzetes hálóból. Róza megkéri Vilmát, lője le Vilmost. A lány azonban inkább magával végez: ő lesz a harmadik áldozat.
Hogy írtam én a Boldogtalanokat? 1913-ban egy öt- vagy hatsoros hír jelent meg "Az Est" című lapban "Két leány egy legény" címmel. {…} Mikor ezt elolvastam, arra gondoltam, hogy íme, milyen kitűnő drámai anyag ez. {…} Egy siket asszonnyal kezdtem, a nyomdász anyjával … – de mit is részletezzem? El kell olvasni a drámát, akkor majd kiderül, hogy mit csináltam ebből a hat sorból.

## Ősbemutató
A darabot először az Írók Bemutató Színházában adták elő, 1923-ban. Az előadást Szőke Kálmán rendezte.
Az eredeti szereposztás:
- Húber Vilmos: Toronyi Imre
- Róza: Forgács Rózsi
- Víg Vilma: Heltai Jenőné
- Húber Rózsi: K. Harmos Ilona
- További szereplők: Gách Lilla, Halmi Margit, Kabos László, Dárday Viktor, Izsó Kálmánné, Doktor János

## Megjelenések
- Boldogtalanok. Színmű. = Nyugat 1915/1–4
- Boldogtalanok. Dráma. Bp. 1923. „Világirodalom” 94 p.
- Boldogtalanok; Negyedik Henrik Király. Drámák. Szerkesztette: Esti Béla; illusztrációk: Reich Károly. Bp. 1959. Magyar Helikon Könyvkiadó 214 p.